# Капланбецький сільський округ
Капланбе́цький сільський округ (каз. Қапланбек ауылдық округі, рос. Капланбекский сельский округ) — адміністративна одиниця у складі Сариагаського району Туркестанської області Казахстану. Адміністративний центр — село Кабиланбек.
Населення — 18493 особи (2021; 15148 у 2009, 12536 у 1999, 12752 у 1989).
Станом на 1989 рік існувала Капланбецька сільська рада (села 20 літ Казахської РСР, Горне, Жанаарик, Зах, Ленінжоли, Таскулак, Чичеріно, селище Цілина).

## Склад
До складу округу входять такі населені пункти:
| Населений пункт  | Колишні назви         | Населення, осіб (1989) | Населення, осіб (1999) | Населення, осіб (2009) | Населення, осіб (2021) |
| ---------------- | --------------------- | ---------------------- | ---------------------- | ---------------------- | ---------------------- |
| Акнієт, село     | 20 літ Казахської РСР | 943                    | 1005                   | 1041                   | 1289                   |
| Жанаарик, село   | -                     | 1589                   | 1092                   | 1595                   | 1804                   |
| Зах, село        | -                     | 330                    | 204                    | 348                    | 384                    |
| Кабиланбек, село | Горне                 | 5062                   | 4353                   | 5450                   | 6447                   |
| Канагат, село    | Ленінжоли             | 1366                   | 1512                   | 1904                   | 2500                   |
| Сіргелі, село    | Чичеріно              | 1769                   | 2219                   | 2942                   | 4025                   |
| Таскулак, село   | -                     | 1506                   | 1742                   | 1623                   | 1773                   |
| Тинтобе, село    | Цілина                | 187                    | 409                    | 245                    | 271                    |